# Abdil Qaiyyim
Abdil Qaiyyim (* 14. Mai 1989 in Singapur), vollständiger Name Abdil Qaiyyim Mutalib, ist ein singapurischer Fußballspieler.

## Karriere
Abdil Qaiyyim stand von 2009 bis 2010 bei den Young Lions unter Vertrag. Die Young Lions sind eine U23-Mannschaft, die 2002 gegründet wurde. In der Elf spielen U23-Nationalspieler und auch Perspektivspieler. Ihnen soll die Möglichkeit gegeben werden, Spielpraxis in der ersten Liga zu sammeln. Für die Lions stand er elfmal auf dem Spielfeld. 2011 wechselte er zu Home United. Mit Home gewann er 2011 den Singapore Cup. Im Endspiel besiegte man Albirex Niigata (Singapur) mit 1:0 nach Verlängerung. 2012 spielte er für die Singapore LionsXII. Die Lions Twelve waren ein Fußballverein aus Singapur, der von 2012 bis 2015 in der höchsten Liga von Malaysia, der Malaysia Super League, spielte. Mit den Lions Twelve wurde er Vizemeister. Der Erstligist Warriors FC nahm ihn 2013 unter Vertrag. Nach einem Jahr wechselte er zu den ebenfalls in der ersten Liga spielenden Tampines Rovers. 2015 wurde er von Home United verpflichtet. Anfang 2020 wurde der Verein in Lion City Sailors umbenannt. Nach über 100 Spielen wechselte er im Juni 2021 zum Erstligisten Geylang International. Hier stand er bis Ende 2022 unter Vertrag und bestritt 24 Erstligaspiele. Nach der Saison 2022 wurde sein Vertrag nicht verlängert. Im Juli 2023 nahm ihn der Erstligist Hougang United bis Saisonende unter Vertrag. Für Hougang bestritt er drei Erstligaspiele.

## Erfolge
Home United
- Singapore Cup: 2011

Singapore LionsXII
- Malaysia Super League: 2012 (Vizemeister)